# Леон Батиста Алберти
Леон Батиста Алберти (итал. Leon Battista Alberti; Ђенова, 18. фебруар 1404 — Рим, 25. април 1472) је био италијански сликар, песник, лингвист, филозоф, криптограф, музичар, архитекта и ренесансни полихистор.

## Биографија
Његов живот је описао Ђорђо Вазари у својој књизи „Животи познатих сликара, вајара и архитекти“. Уметност кватрочента је у великој мери сажета кроз његов рад и дело. Формирао се на северу Италије, након што је његова породица била протерана из Фиренце. Алберти је имао директно искуство са сликарством и вајарством и такође је био врло маштовит архитекта. Његову архитектуру карактерише ригурозна диспозиција класичних елемената која пружа рационалну основу за нове начине концепције простора и изградње. Међу најистакнутијим примерима Албертијеве архитектуре налази се фасада готске базилике Санта Марија Новела у Фиренци, довршена 1458. године, где је Алберти развио један плошни фасадни систем који ће имати велики утицај на каснију архитектуру. Такође је аутор пројеката више цркава међу којима се истиче црква Сан Андрее у Мантови (довршена 1494. године). Од исте важности као и грађевински пројекти су његови теоријски трактати о сликарству, вајарству и архитектури. Алберти је био плодан писац и у својим књигама је сажео све иновације својих савременика, укључујући такође неке примјере из антике. Међу тим књигама се истиче трактат о архитектури De Re Aedificatoria, написан у периоду од 1453. до 1485. године. Као резултат ових Албертијевих теоријских радова, нове идеје су се рашириле широм, али и изван Италије. Књигу Della Pittura, посветио је Брунелескију, као и Гибертију, Донателу, Луки дела Робији и Мазачу.
Рођен је као ванбрачни син фирентинског трговца. Образован је као правник на Универзитету у Болоњи.
Алберти се убраја у ауторе који су највише дали у пластичној обради, зато што је најчешће радио на фасадама већ постојећих објеката.
- Црква Сан Франциско, Римини · У то време много рађене интервенције на постојећим објектима. Тако је и ово средњовековна црква, коју је породица Малатестиано претворила у маузолеј за сахрањивање великих уметника. Алберти је постојећу грађевину буквално обукао у нову фасаду, користећи античке елементе – трем, лукове, ступце. Делови оригиналне грађевине су видљиви и представљају игру: облик у облику, кућа у кући... У прочељу је употребљен тријумфални лук. Инспирација: тријумфални лук у Риминију.
- Палата Ручелаи (итал. Palazzo Rucellai)

У Фиренци су породице у сталним великим сукобима. Палате представљају и резиденције и тврђаве. У овом периоду се ривалство ипак више преноси на политику и економију него на директне физичке сукобе. Јавља се и потреба и могућност за оплемењивање фасаде.
Између 1446-1451. године пројектовао је палату за породицу Ручелаи. То је била палата изразито фирентинског типа. Алберти је напустио фортификацијски тип палате, као што је била палата Брунелескијева палата Пити, и дао јој тон градске резиденције са централним двориштем и репрезентативним степеништем. Највећу новину унео је на уличне фасаде. Ублажио је рустичну обраду фасада и поделио их пиластрима, при чему се користио суперпонирањем дорског, јонског и коринтског стилског реда.
Формула: на постојећу фасаду се наноси стилски ред.
Инспирација: Колосеум, рустика у приземљу, ка спратовима се губи. “Стилска фасада”.
Елементи фасаде нису прави, представљају само плитак рељеф. Алберти се још није усуђивао да се отисне у простор. Приметна је наглашена ренесансна стреха.
- Санта Марија Новела (итал. Santa Maria Novella) Фиренца

· Готска црква
· Задатак: уредити прочеље
· Овде се јавља пластично удубљивање фасаде. Постоји неколико планова, више или мање избачених стубова, али, опет, нису слободни.
· Волуте маскирају контрафоре. И Алберти и наследници су користили овај трик.
· Све је изузетно декорисано
· Фасада у пропорцијском односу – све је у квадратима. Могућа инспирација: Сан Мињато Монте
· У питању је двојезична архитектура: унутрашњост је остала оригинална, готска.

## Дела
- De Pictura, 1435. On Painting, in English, De Pictura, in Latin, On Painting. Penguin Classics. 1972. ISBN 978-0-14-043331-9.; Della Pittura, in Italian (1804 [1434]).
- Latin text and English translation. Momus. 2003. ISBN 0-674-00754-9.
- Alberti, Leon Battista (1988). De re aedificatoria [On the Art of Building in Ten Books]. Превод: Joseph Rykwert, Robert Tavernor and Neil Leach. Cambridge, Mass.: MIT Press. ISBN 978-0-262-51060-8.. Latin, French and Italian editions Архивирано на веб-сајту  (5. март 2016) and in English translation[мртва веза].
- De Cifris A Treatise on Ciphers (1467), trans. A. Zaccagnini. Foreword by David Kahn, Galimberti, Torino 1997.
- Della tranquillitá dell'animo. 1441.
- Rocco Sinisgalli, ур. (9. 5. 2011). Leon Battista Alberti: On Painting: A New Translation and Critical Edition. New York: Cambridge University Press. ISBN 978-1-107-00062-9.
- I libri della famiglia, Italian edition[3]
- "Dinner pieces". A Translation of the Intercenales by David Marsh. Center for Medieval and Early Renaissance Studies, State University of New York, Binghamton 1987.
- "Descriptio urbis Romae. Leon Battista Alberti's Delineation of the city of Rome". Peter Hicks, Arizona Board of Regents for Arizona State university 2007.